# آلفا رومئو در فرمول یک
شرکت خودروسازی ایتالیایی آلفا رومئو بارها در مسابقات اتومبیل‌رانی فرمول یک شرکت کرده‌است. تیم این شرکت که هم‌اکنون توسط سائوبر موتوراسپورت آگ گردانده می‌شود، با نام آلفا رومئو ریسینگ اورلن در مسابقات حضور دارد. این نشان تجاری بین فصل‌های ۱۹۵۰ تا ۱۹۸۷ به‌طور پراکنده، هم به‌عنوان سازنده و هم به‌عنوان تأمین‌کنندهٔ پیشرانه، و پس از آن نیز از فصل ۲۰۱۵ تاکنون به‌عنوان شریک تجاری در مسابقات اتومبیل‌رانی حضور داشته‌است.

## نتایج کامل در فرمول یک
(نوشته‌های پررنگ نشانگر پیروزی‌های کسب‌شده در مسابقات قهرمانی هستند)
| سال                                                       | نام                    | خودرو             | موتور                           | تایرها | شماره   | رانندگان                                                                                       | امتیاز | ق.س.   |
| --------------------------------------------------------- | ---------------------- | ----------------- | ------------------------------- | ------ | ------- | ---------------------------------------------------------------------------------------------- | ------ | ------ |
| ۱۹۵۰                                                      | آلفا رومئو اس.پی. ای   | ۱۵۸               | ۱۵۸ ۱٫۵ ال۸ سوپرشارژ            | P      | —       | خوان مانوئل فانخیو جوزپه فارینا لوئیجی فاجولی رج پارنل پیرو تاروفی کنسالوو سالزی               | —      | —      |
| ۱۹۵۱                                                      | آلفا رومئو اس.پی. ای   | ۱۵۹               | ۱۵۸ ۱٫۵ ال۸ سوپرشارژ            | P      | —       | خوان مانوئل فانخیو جوزپه فارینا لوئیجی فاجولی فلیس بونتو تولو دو گرافنرید کنسالوو سالزی پل پیچ | —      | —      |
| ۱۹۵۲–۱۹۷۸: آلفا رومئو به‌عنوان سازنده در مسابقات شرکت نکرد |                        |                   |                                 |        |         |                                                                                                |        |        |
| ۱۹۷۹                                                      | اتودلتا                | ۱۷۷ ۱۷۹           | ۱۱۵–۱۲ ۳٫۰ ۱۲ تخت ۱۲۶۰ ۳٫۰ وی۱۲ | G      | ۳۵. ۳۶. | برونو جیاکوملی ویتوریو برامبیلا                                                                | ۰      | ر.ن.   |
| ۱۹۸۰                                                      | مارلبرو تیم آلفا رومئو | ۱۷۹               | ۱۲۶۰ ۳٫۰ وی۱۲                   | G      | ۲۲. ۲۳. | پاتریک دیپلر ویتوریو برامبیلا آندرئا د چزاریس برونو جیاکوملی                                   | ۴      | یازدهم |
| ۱۹۸۱                                                      | مارلبرو تیم آلفا رومئو | ۱۷۹بی ۱۷۹سی ۱۷۹دی | ۱۲۶۰ ۳٫۰ وی۱۲                   | M      | ۲۲. ۲۳. | ماریو اندرتی برونو جیاکوملی                                                                    | ۱۰     | نهم    |
| ۱۹۸۲                                                      | مارلبرو تیم آلفا رومئو | ۱۷۹دی ۱۸۲         | ۱۲۶۰ ۳٫۰ وی۱۲                   | M      | ۲۲. ۲۳. | آندرئا د چزاریس برونو جیاکوملی                                                                 | ۷      | دهم    |
| ۱۹۸۳                                                      | مارلبرو تیم آلفا رومئو | ۱۸۳تی             | ۸۹۰تی ۱٫۵ وی۸ توربو             | M      | ۲۲. ۲۳. | آندرئا د چزاریس ماورو بالدی                                                                    | ۱۸     | ششم    |
| ۱۹۸۴                                                      | بنتون تیم آلفا رومئو   | ۱۸۴تی             | ۸۹۰تی ۱٫۵ وی۸ توربو             | G      | ۲۲. ۲۳. | ریکاردو پاتریس ادی چیور                                                                        | ۱۱     | هشتم   |
| ۱۹۸۵                                                      | بنتون تیم آلفا رومئو   | ۱۸۵تی ۱۸۴تی‌بی     | ۸۹۰تی ۱٫۵ وی۸ توربو             | G      | ۲۲. ۲۳. | ریکاردو پاتریس ادی چیور                                                                        | ۰      | ر.ن.   |
| ۱۹۸۶–۲۰۱۸: آلفا رومئو به‌عنوان سازنده در مسابقات شرکت نکرد |                        |                   |                                 |        |         |                                                                                                |        |        |
| ۲۰۱۹                                                      | آلفا رومئو ریسینگ      | سی۳۸              | فراری ۰۶۴ ۱٫۶ وی۶ توربو         | P      | ۷. ۹۹.  | کیمی رایکونن آنتونیو جوویناتزی                                                                 | ۵۷     | هشتم   |
| ۲۰۲۰                                                      | آلفا رومئو ریسینگ      | سی۳۹              | فراری ۰۶۵ ۱٫۶ وی۶ توربو         | P      | ۷. ۹۹.  | کیمی رایکونن آنتونیو جوویناتزی                                                                 | ۸      | هشتم   |
| ۲۰۲۱                                                      | آلفا رومئو ریسینگ      | سی۴۱              | فراری ۰۶۵٫۶ ۱٫۶ وی۶ توربو       | P      | ۷. ۹۹.  | کیمی رایکونن آنتونیو جوویناتزی                                                                 | ۰*     | هشتم*  |
| منبع:                                                     |                        |                   |                                 |        |         |                                                                                                |        |        |

## نتایج مشتری‌های موتور فرمول یک
| سازنده  | فصل(ها)         | مجموع پیروزی | نخستین پیروزی        | آخرین پیروزی            |
| ------- | --------------- | ------------ | -------------------- | ----------------------- |
| دتوماسو | ۱۹۶۱            | ۰            | –                    | –                       |
| ال‌دی‌اس  | ۱۹۶۲–۱۹۶۳، ۱۹۶۵ | ۰            | –                    | –                       |
| کوپر    | ۱۹۶۲            | ۰            | –                    | –                       |
| مک‌لارن  | ۱۹۷۰            | ۰            | –                    | –                       |
| مارچ    | ۱۹۷۱            | ۰            | –                    | –                       |
| برابام  | ۱۹۷۶–۱۹۷۹       | ۲            | جایزه بزرگ سوئد ۱۹۷۸ | جایزه بزرگ ایتالیا ۱۹۷۸ |
| اوزلا   | ۱۹۸۳–۱۹۸۷       | ۰            | –                    | –                       |
| مجموع   | ۱۹۶۱–۱۹۸۷       | ۲            | جایزه بزرگ سوئد ۱۹۷۸ | جایزه بزرگ ایتالیا ۱۹۷۸ |

- شامل تیم کارخانه نمی‌شود